# Góra Parkowa (Góry Wałbrzyskie)
Góra Parkowa, Wzgórze Gedymina (niem.Spittel-Berg, Spittelberg, Wilhelmshöh, Wilhelmshöhe) szczyt we Wzniesienia Ptasiej Kopy–Stróżka, będących częścią Górach Wałbrzyskich o wysokości 532 m n.p.m. między Wałbrzychem a Szczawnem-Zdrojem. Szczyt znajduje się na terytorium Szczawna i Parku Zdrojowego w Szczawnie. Dawniej była nazywana: Wzgórzem Tkaczy oraz Wzgórzem Szpitalnym, ponieważ należała do szpitala kawalerów maltańskich w Świebodzicach.

## Opis
Góra znajduje się w zachodniej części wzniesień Ptasiej Kopy-Stróżka, stanowiących pasmo wzgórz ograniczających Pogórze Wałbrzyskie, od Kotliny Wałbrzyskiej. Zbudowana jest głównie ze zlepieńców i z szarogłazów kulmowych wizenu, od strony wschodniej rzeka Pełcznica utworzyła dolinę przełomową o głębokości do 100 m i szerokości 250 m stanowiącą połączenie Kotliny Wałbrzyskiej z Pogórzem Wałbrzyskim.

## Historia i zagospodarowanie
W roku 1823 lekarz z uzdrowiska w Szczawnie-Zdroju dr August Zemplin polecił wybudowanie drewnianego pawilonu na szczycie. W roku 1838 dobudowano budynek zaopatrzony w system camera obscura, a w 1841 powstał belweder z podcieniami. Obiekt wzorowany był na wieży Tangermünde w Stendal. Ośrodek był wielofunkcyjny i mieścił restaurację, muzeum i wieżę widokową, w pobliżu wybudowano również skocznię narciarską i strzelnicę. Zabudowania przetrwały do końca XX w. Ekspertyza oceniała poziom wyeksploatowania obiektu w granicach 90–95%. Wieża runęła pod koniec XX w.

### Nowa wieża widokowa
We wrześniu 2020 roku miasto Szczawno-Zdrój w ramach drugiej puli rządowego Funduszu Inwestycji Lokalnych otrzymało dofinansowanie projektów budowy wieży widokowej na Wzgórzu Gedymina w miejscu dawnej wieży, zagospodarowania na cele rekreacyjno-wypoczynkowe zbiorników wodnych wraz z rewaloryzacją szaty roślinnej i drzewostanu, oraz oznakowania miejsc historycznych, budowy obiektu do jeżdżenia na rowerach, rolkach czy deskorolkach i odbudowy spalonego amfiteatru w Parku Zdrojowym.
14 lipca 2021 gmina ogłosiła przetarg na budowę wieży, natomiast 29 lipca nastąpiło otwarcie ofert. Przetarg wygrała firma Tatry z Myślenic, która wybudowała wcześniej wieże na Trójgarbie oraz Borowej za 2 150 000 zł. Budowa wieży trwała 9 miesięcy, uroczyste otwarcie miało miejsce 9 sierpnia 2022.
Wieża ma 33 metry wysokości. Na wysokości 27 metrów znajduje się platforma widokowa, a pierwszy taras jest na wysokości 17 metrów. Dzięki zastosowanym rozwiązaniom jest ona dostępna dla osób niepełnosprawnych – na szczyt wieży zamiast schodów prowadzi pochylnia o długości 300 metrów. Przy barierach zamontowano panoramy wypalone laserowo w blasze nierdzewnej. Wieża waży około 100 ton, sama waga stali zużyta do jej wykonania to 45 ton.
Na wieży może jednocześnie przebywać maksimum 80 osób. Wstęp na wieżę widokową jest bezpłatny.
Z wieży rozciąga się widok sięgający Wrocławia (Sky Tower), Karkonoszy, Rudaw Janowickich, Gór i Pogórza Kaczawskiego. Od północy widoczna jest Ślęża oraz Radunia, a od strony południowo-wschodniej Góry Sowie z masywem Wielkiej i Małej Sowy, a w oddali masyw Kalenicy oraz Gór Suchych.

## Szlaki turystyczne
- – niebieski szlak: Szklarska Poręba – Pasterka[13]
- – czarny szlak: Wałbrzych Centrum – Wzgórze Gedymina – Ptasia Kopa – Wałbrzych Szczawienko[13]